# محمد رضا آل صادق
محمد رضا بن محمد بن صادق النجفي الشهير بـآل صادق (1945 - 1994) شاعر عراقي - إيراني. ولد في النجف ودخل المدارس الابتدائية الرسمية فيها. تخرّج بكلية الفقه عام 1969 ثم واصل دراسته على أساتذة متخصصين. عمل مدّرسًا للغة العربية في النجف. كان عضوًا في عدد من الجمعيات والروابط الأدبية، وشارك في المهرجانات الشعرية ومنها مهرجان الشعر التاسع الذي أقيم ببغداد عام 1969، ونشر نتاجه الشعري في عدد من الصحف والمجلات. هاجر إلى إيران سنة 1983. توفي في قم.

## سيرته
ولد محمد رضا بن محمد ابن صادق التُنْكابُني المازَندَراني في النجف عام 1364 ه‍ / 1945 م من أسرة دينية علمية حيث ربي في كنف والده العلامة المجتهد ثم درس في الحوزة العلمية على أساتذتها كالسيد محسن الحكيم وأبو القاسم الخوئي ومحمد محمد صادق الصدر، كما كان له أساتذة أكفاء في مرحلتي المقدمات والسطوح، أما في الدراسة الأكاديمية فقد أكمل الإعدادية ثم التحق بكلية الفقه وتخرج فيها عام 1969 وعمل مدرسا للغة العربية والعلوم الإسلامية، وشارك في الجو الأدبي الثقافي ولازم شعراء منهم عبد المنعم الفرطوسي. سجن في العراق بعد انتصار الثورة 1979 الاسلامية في إيران ثم هجر عام 1983 إلى إيران فمكث في مدينة قم دارسا على أيدي مراجعها ومدرسا لطلابها ومشاركا في نشاطات الثقافة والأدب العربيين في طليعة إخوته شعراء الهجرة العراقية. صدرت له في العراق وإيران.

انتمى إلى عضوية ندوة عبقر الأدبيّة وعضوية جمعية المؤلفين والكتاب العراقيين وشارك بمهرجان الشعر التاسع ببغداد سنة 1969. 

توفي في قم عام 1415 ه‍ / 1994 م. 

## شعره
ذكره عبد العزيز البابطين في معجمه «شاعر وجداني عكس نصه الأول معاناة واضحة وحزنًا شفيفًا مصدره الآخرون بجحودهم وتطفلهم، والأمر يبدو أكثر وضوحًا في نصه الثاني إذ بدا شاعرًا حزينًا محبطًا غريبًا عن مجتمعه، وقد عبر عن كل ذلك بكلمات دامعة توحي بشدة وطأة ما يعاني.»

## مؤلفاته
له من الدواوين الشعرية المطبوعة:
- أنفاس الشباب
- الصوت والأصداء
- الزورق والرياح
- ثنائيات

## وصلات خارجية
- في موقع أرشيف المجلات